# Acetylcholinesterase

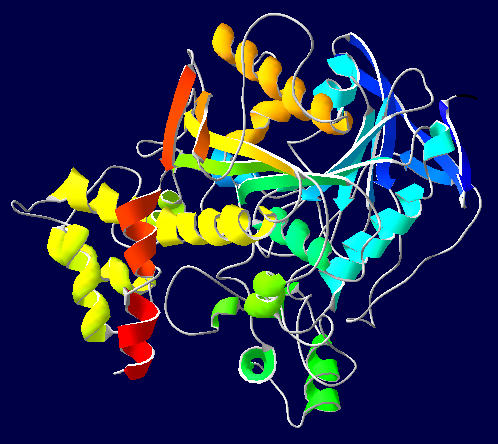
Bändermodell der AChE von Torpedo californica im Komplex mit Huperzin, nach

Die Acetylcholinesterase (AChE) ist ein Enzym aus der Gruppe der Cholinesterasen, welches spezifisch den Neurotransmitter Acetylcholin (ACh) in Essigsäure  und Cholin hydrolysiert.

## Wirkung
Die AChE wirkt vor allem im Zentralnervensystem (ZNS), an neuromuskulären Synapsen (wie der motorischen Endplatte) sowie im vegetativen Nervensystem, da hier bevorzugt ACh als Neurotransmitter zur Exozytose verwendet wird. Die Acetylcholinesterase ist eines der schnellsten Enzyme überhaupt (diffusionskontrolliert, siehe Enzymkinetik und Diffusion). Die große Geschwindigkeit ist erforderlich, um den Zeitabstand der von den Neuronen übertragenen Erregungen durch sofortigen Abbau des Neurotransmitters so kurz wie möglich zu halten.

## Struktur des aktiven Zentrums des Enzyms
Das Aktive Zentrum liegt in einer 20 Ångström (2 Nanometer) tiefen Tasche im Enzym (im Englischen auch als gorge, also Schlucht, bezeichnet) und besteht aus einer katalytischen Triade (Teil der esteratischen Stelle ES), bestehend aus den Aminosäuren Serin, Histidin und Glutaminsäure, an der die Spaltung des Acetylcholins stattfindet, und an der gegenüberliegenden Seite (in etwas über 4 Ångström (0,4 nm) Abstand), einer anionischen Stelle (AS), an der das Stickstoffatom des Acetylcholins anbindet. In der Nähe der ES gibt es weitere Bindungsstellen, wie einer Tasche für die Acylgruppe des Acetylcholins. Die Bezeichnungen stammen noch aus der Zeit vor der genauen dreidimensionalen Strukturbestimmung des Enzyms: ES (esteratic site) mit dem aktiven Zentrum, anionischer Stelle AS  (anionic site) und außerhalb der tiefen Tasche an deren äußerem Rand die periphere anionische Stelle (PAS), die für die Bindung einer Reihe von AChE-Hemmern von Bedeutung ist (wie dem Schlangengift Fasciculin) und für allosterische Modulation der Enzymfunktion.

## Cholinesteraseinhibitoren
Hemmstoffe der Cholinesterase erhöhen die Konzentration von Acetylcholin sowohl an der motorischen Endplatte von Muskelzellen als auch im parasympathischen Nervensystem. Ihre Anwendung ist in der Medizin weit verbreitet.
- Neostigmin wird oftmals am Ende einer Narkose verabreicht, um die Wirkung von Muskelrelaxanzien aufzuheben. Dazu wird es mit Atropin kombiniert, um gezielt nur auf Muskelzellen zu wirken.
- Das länger wirksame Pyridostigmin wird in Form des nicht ZNS-gängigen Salzes Pyridostigminiumbromid bei Myasthenia gravis angewandt.
- Physostigmin ist im Gegensatz zu Neostigmin ZNS-gängig und dient zur Therapie bei zentral anticholinergem Syndrom.
- Donepezil, Rivastigmin, Tacrin und Galantamin, die für die symptomatische Behandlung der Alzheimer-Krankheit zugelassen sind, sind Cholinesteraseinhibitoren.

Laut einer schwedischen Studie wirken Donepezil, Rivastigmin und Galantamin auch kardioprotektiv. Patienten, welche diese Medikamente gegen ihre Alzheimer-Krankheit einnahmen, erlitten zu einem Drittel weniger einen Herzinfarkt. Auch die Mortalität war in dieser Gruppe geringer.
Darüber hinaus hemmen möglicherweise manche Bestandteile von Harpagophytum procumbens (Teufelskralle) die Cholinesterasen, darunter auch die Acetylcholinesterase.
Eine weitere Anwendung von Cholinesterasehemmstoffen sind Insektizide, wie
- Parathion (E 605) oder Malathion

und chemische Kampfstoffe wie
- Sarin, Tabun, Soman, VX und Nowitschok.

Die Acetylcholinesterase wird unter anderem durch Organophosphorsäureester durch Phosphorylierung des Serins gehemmt. Das Enzym wird unwirksam, kann also das ACh nicht mehr hydrolysieren, und ACh wird im synaptischen Spalt in höherer Konzentration angereichert. Die Erhöhung des Parasympathikotonus führt zur motorischen und sensitiven Überstimulation innerer Organe, insbesondere zu Krämpfen des Magen-Darm-Traktes, und kann Tod durch Atemlähmung zur Folge haben. Analog wirken verschiedene als Insektizide eingesetzte Carbamate, die ihre Carbamatgruppe auf das Serin übertragen und das Enzym so deaktivieren. Weitere AChE-Hemmstoffe sind z. B. Diisopropylfluorphosphat (DIFP), 4-Chlormercuribenzoesäure und Huperzin A.
Eine Reihe von Nervenkampfstoffen vom Typ organischer Phosphorsäureester wie Sarin, VX und Nowitschok wirken als besonders effiziente AChE-Hemmer, bei denen sich die Moleküle in die tiefe Tasche des Enzyms selbst einpassen mit Mimese der Bindung des Acetylcholins an ES und AS selbst. Die Aminogruppe von VX und Nowitschok bindet dabei an die AS, die Phosphorsäureestergruppe an die ES. Die Kampfstoffe phosphorylieren das Serin im aktiven Zentrum und bilden mit ihm eine kovalente Bindung. In einer für den jeweiligen Nervenkampfstoff spezifischen Weise folgt ein mehr oder weniger schnell einsetzender Alterung genannter Prozess, der zu irreversiblem Funktionsverlust des Enzyms führt. Der sich bei der Alterung durch Dealkylierung an der Phosphorgruppe ausbildende Komplex mit Konformationsänderung ist dann widerstandsfähig gegen spontane Hydrolyse und die als Gegenmittel verabreichten starken Nukleophile (Oxime).

## Sonstige Verwendung
Acetylcholinesterase wird auch in Geräten zur Trinkwasserkontrolle beziehungsweise zur Untersuchung von Proben auf Insektizide oder andere acetylcholinesterasehemmende Giftstoffe verwendet.